# Џексон (Алабама)
Џексон (енгл. Jackson) град је у америчкој савезној држави Алабама. По попису становништва из 2010. у њему је живело 5.228 становника.

## Демографија
Према попису становништва из 2010. у граду је живело 5.228 становника, што је 191 (3,5%) становника мање него 2000. године.
| Група             | 2000.         | 2010.         |
| Белци             | 3.262 (60,2%) | 2.833 (54,2%) |
| Афроамериканци    | 2.086 (38,5%) | 2.244 (42,9%) |
| Азијати           | 20 (0,4%)     | 20 (0,4%)     |
| Хиспаноамериканци | 35 (0,6%)     | 73 (1,4%)     |
| Укупно            | 5.419         | 5.228         |